# Kitturu Chennamma
Kitturu Chennamma (14 de novembre de 1778 - 21 de febrer de 1829) va ser una rani (reina) dels nayakas del regne de Kittur, que eren vassalls del Maharajà de Mysore. És recordada com una famosa lluitadora per la llibertat del seu país, que va dirigir una força armada contra la Companyia Britànica de les Índies Orientals el 1824, desafiant la Doctrina de la caducitat per mantenir el control del seu territori, però va ser derrotada a la tercera guerra i va morir a la presó. Va ser una de les primeres dones guerreres a resistir la colonització britànica, és una heroïna nacional molt coneguda a Karnataka i un símbol del moviment independentista a l'Índia.

## Primers anys de vida
Kittur Rani Chennamma va néixer el 14 de novembre de 1778 a Kakati, un petit poble de l'actual districte de Belagavi de Karnataka, Índia. Pertanyia a la comunitat lingayat i des de jove va rebre formació en equitació, lluita amb espasa i tir amb arc.

## Lluita amb els britànics per Kittur
El marit de Chennamma va morir el 1824, deixant-la amb un fill (que morí el mateix any) i un regne en una situació molt volàtil. Rani Chennamma assumí la tasca de salvar Kittur dels britànics, adoptant Shivalingappa i convertint-lo en l'hereu del tron. Això va irritar la Companyia de les Índies Orientals, que va ordenar l'expulsió de Shivalingappa, amb el pretext de la doctrina de la caducitat. Aquesta doctrina es basava en la idea que, en cas que el governant d'un estat independent morís sense fills, el dret de govern de l'estat revertia o ‘caducava’. En base a aquest precepte, l'estat de Kittur va quedar sota l'administració del col·lectorat de Dharwad a càrrec de St John Thackeray, que no reconeixien el nou governant ni la seva regent, motiu pel qual van notificar a Kittur que acceptés el règim britànic.
Rani Chennamma va enviar una carta a Mountstuart Elphinstone, tinent-governador de la presidència de Bombai, al·legant la seva causa, però la sol·licitud va ser rebutjada i va esclatar la guerra. Els britànics van intentar confiscar el tresor i les joies de Kittur, valorades en aproximadament 1,5 milions de rupies. Van atacar amb una força de 20.797 homes i 437 canons, principalment de la tercera tropa d'artilleria mòbil de nadius de Madràs.
En la primera part de la guerra, durant l'octubre de 1824, les forces britàniques van patir fortes baixes entre les que es trobava St John Thackeray. Amatur Balappa, lloctinent de Chennamma, va ser el principal responsable de la seva mort, així com de les pèrdues patides per a les forces britàniques. Dos oficials britànics, Sir Walter Elliot i mr. Stevenson també van ser presos com a ostatges. Rani Chennamma els va alliberar després de negociar amb mr. Chaplin (comisari del difunt Thackeray) el final de la guerra, però Chaplin ignorà l'acord i continuà la guerra amb més energia. Durant el segon assalt, morí el subcol·lector de Solapur, el mr. Munro, nebot de Thomas Munro. Rani Chennamma va lluitar aferrissadament amb l'ajut del seu lloctinent, Sangolli Rayanna, però finalment va ser capturada i empresonada a la fortalesa de Bailhongal, on va morir el 21 de febrer de 1829. Chennamma també va ser ajudada per un altre lloctinent, Gurusiddappa en la guerra contra els britànics.
Sangolli Rayanna, el cap de l'exèrcit del Regne de Kittur, va continuar amb la intenció d'instal·lar Shivalingappa com a governant de Kittur. Resistí gràcies a una prolongada guerra de guerrilles fins que va ser capturat l'any 1829. Els britànics no van poder atrapar a Rayanna de manera directa però, finalment, el propi oncle de Rayanna va ajudar els britànics a capturar-lo. Un cop atrapat va ser penjat i Shivalingappa va ser arrestat pels britànics.
El llegat i la primera victòria de Chennamma encara es commemoren a Kittur, durant el Kittur Utsava que se celebra cada any entre el 22 i el 24 d'octubre. Les festes de tres dies inclouen esports, programes culturals i conferències d'historiadors notables sobre el regne de Rani Channamma.

## Estàtua al complex del Parlament, Nova Delhi
L'11 de setembre de 2007 Pratibha Patil, la primera dona presidenta de l'Índia, inaugurà una estàtua de Rani Chennamma al complex parlamentari. El primer ministre Manmohan Singh, el ministre de l'Interior, Shivraj Patil, el president de Lok Sabha, Somanath Chatarjee, el líder del BJP, L. K. Advani, el ministre en cap de Karnataka, H. D. Kumaraswamy, i altres autoritats van estar presents, marcant la importància de l'acte. L'estàtua va ser donada pel Comitè Memorial Kittur Rani Chennamma i esculpida per Vijay Gaur.
També hi ha estàtues que la commemoren a Bangalore, Belgaum i Kittur i Hubli.

## Lloc d'enterrament
El samadhi o cementiri de Rani Chennamma se situa a Bailhongal. Actualment es troba en un estat deficient a causa del mal manteniment de la zona del parc circumdant per part de les agències governamentals.

## Descendents
Al voltant d'onze famílies es reivindiquen com a descendents de Kittur Rani Chennamma. Resideixen a Kittur i Khanapur, al districte de Belagavi i Gadhinglaj al districte de Kolhapur de Maharashtra.